# Potawatomi
Los potawatomi son una tribu de lengua algonquina, cuyo nombre procedía de pottawat-um-ees "los que hacen o mantienen el fuego"; ellos, sin embargo, se hacían llamar neshnabek “el pueblo original”. Actualmente se dividen en cuatro tribus, pero esto es fruto de la fragmentación y la diáspora, y no de divisiones anteriores.

## Localización geográfica
Originariamente vivían en Green Bay (Wisconsin) y en el sur de Míchigan. De aquí fueron trasladados varias veces, y hoy se dividen en cuatro grupos:
- Citizen Potawatomi en la reserva Potawatomi de Kansas, también llamada Mission Band
- Huron Potawatomi en las reservas Pokagon y Nadowesipe (Míchigan), creada en 1830.
- Forest Potawatomi en las reservas de Skunk Hill y Forest County (Wisconsin), con los menominee.
- Prairie Potawatomi en el antiguo Territorio Indio (Oklahoma).

## Demografía
Hacia 1641 sólo eran 2.500, pero aumentaron hasta 12.000 en 1812. En 1907, sin embargo, sólo eran 2.477 individuos en los EE. UU., y hacia 1960 aumentaron a 4.642. Su distribución por estados era:
- Oklahoma de 1.277 en 1907 a 2.974 en 1960
- Kansas, de 830 en 1907 a 1.188 en 1960
- Wisconsin, de 236 en 1907 a 319 en 1960
- Míchigan, de 134 en 1907 a 161 en 1960

También hay un pequeño grupo de 243 individuos en Caldwell (Ontario). En 1990 habían registrados oficialmente 22.000 potawatonis. Hacia 1980, sin embargo, se calculaban en 7500 individuos, de los cuales sólo hablaban la lengua originaria 500.
Según datos de la BIA de 1995, en la reserva Citizen Band Potawatomi había 9.430 individuos (21.481 en el rol tribal); en la Huron Band de Míchigan hay 602 individuos; en la Hannaville community había 390 (607 en el rol tribal); en la Forest County Potawatomi 501 individuos (954 en el rol tribal); y en la Prairie Potawatomi de Kansas 1.702 habitantes (4.312 en el rol tribal). Según el censo de los EE. UU. de 2000, había 25.595 potawatomi en el país:
| Fracción                | De una tribu | Dos tribus | Una tribu más otras razas | Dos tribus más otras razas | Total  |
| ----------------------- | ------------ | ---------- | ------------------------- | -------------------------- | ------ |
| Citizen Potawatomi      | 1.385        | 32         | 601                       | 10                         | 2.028  |
| Forest Country          | 139          | 2          | 26                        | --                         | 167    |
| Hannaville de Wisconsin | 137          | 6          | 21                        | --                         | 164    |
| Huron Potawatomi        | 224          | 9          | 94                        | 15                         | 352    |
| Pokagon Band            | 756          | 6          | 26                        | 1                          | 1.027  |
| Potawatomi              | 11.903       | 563        | 7.390                     | 567                        | 20.423 |
| Prairie Band            | 1.255        | 5          | 188                       | 1                          | 1.499  |
| Potawatomi de Wisconsin | 5            | -          | -                         | -                          | 5      |
| Total                   | 15.817       | 592        | 8.602                     | 584                        | 25.595 |

## Costumbres
Eran tradicionalmente aliados de los chippewa y de los odawa, y con una cultura muy parecida. Eran semisedentarios y semiagricultores. Vestían una piel o buckokin, y los hombres iban medio desnudos, y también llevaban en la cabeza un pañuelo en forma de cinta para ponerse atavíos de plumas. Sus armas eran el tomahawk, el arco y el cuchillo. Practicaban la poligamia, y las mujeres eran más bien recatadas. Adoraban al Sol y la Luna y no tenían tótems, y a su creador le llamaban Manidowkama, el gran espíritu. Los caudillos eran controlados por el wkamek o Consejo de Ancianos.
Vivían en 50 poblados agrícolas en verano, donde las mujeres plantaban maíz y otras hortalizas, mientras los hombres cazaban y pescaban. Habitaban en casas largas cubiertas de corteza o en wigwams en forma de cúpula. Se dividían en numerosas bandas territoriales políticamente independientes, y sólo unidas por parentesco y por lenguaje.
También tenían numerosos dodem o clanes exogámicos, con nombres de animales (Pez, Tortuga, Rana, Cangrejo, Esturión), cuyos miembros eran descendientes de un antepasado común, todos ellos regidos por la línea masculina.

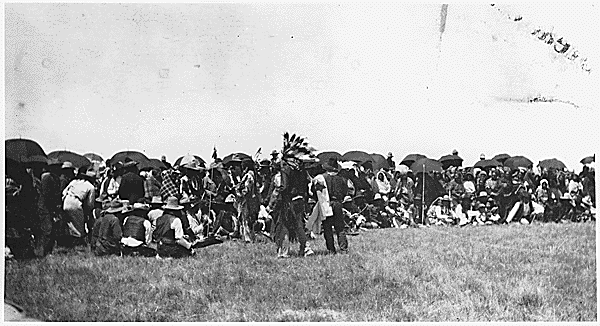
Danza de la lluvia, Kansas, c. 1920.

## Historia
Tras una especie de diluvio universal, el Viejo Pueblo fue guiado en una canoa por Nuestro Padre y su caudillo Muskrat, quien desembarcó en tierra y vino a ser Wiske (“maestro de toda la vida”). De él son descendientes los potawatomis.
En 1641 recibieron al francés Nicolet, quien iba acompañado por un grupo de jesuitas, y dio las primeras noticias del grupo. En 1670 fueron visitados por los franceses en Green Bay (Wisconsin), pero en 1680 les desplazaron del Saint Joseph (Míchigan, nombre que proviene del potawatomi mitchigami "gran lago"), a causa de las incursiones iroquesas, hacia la península de Door (Wisconsin) al sur, obligando a los illinois a desplazarse también. Entonces disponían de entre 400 y mil guerreros, y hacia 1694 aún había 1.200 en Saint Joseph.
Tradicionalmente aliados de los franceses, ya en 1700 les ayudaron contra los iroqueses, de manera que en 1701 les obligaron a firmar la paz, al tiempo que el francés Antoine Cadillac fundó en su territorio Fort Pontchartrain (hoy Detroit).
También les ayudaron contra los ingleses durante la guerra franco-india de 1755-1763, y fueron vitales en la victoria sobre los ingleses en Fort Duquesne (1755). También secundaron el levantamiento de Pontiac en 1763, y recibieron muy bien la Proclama que prohibía la colonización más allá de los Apalaches. Más tarde formaron parte del Consejo Confederado Indio (con ojibwa, odawa, shawnee, miami y otros) dirigido por Blue Jacket que dio apoyo a los ingleses durante la Guerra de Independencia; su caudillo Sigenak (Pájaro Negro) atacó a los colonos de Virginia en 1781 y se enfrentó a los norteamericanos hasta la derrota de Fallen Timbers de 1795. No contentos con esto, como eran considerados una tribu bastante poderosa (hacia 1812 eran unos 12.000 individuos), también ayudaron Tecumseh en la batalla de Tippecanoe y a los ingleses durante la Guerra de 1812. Por este motivo perdieron las tierras que tenían más al noroeste y fueron obligados a ir del Misisipi hacia a Indiana, pero algunos desafiaron la orden y huyeron hacia Canadá con los ojibwa e iroqueses. Otros consiguieron quedarse en Míchigan y Wisconsin, donde aún viven algunos de sus descendientes.
Por el Tratado de Greenville de 1795 hubieron de ceder muchas tierras, pero mantuvieron libertad para cazar. Y por el tratado de 1817, sus tierras no quedaron sujetas a impuestos. En total, entre 1789 y 1867 firmaron más de 60 tratados, y como se empobrecieron, se vieron obligados a ir vendiendo las tierras que les quedaban.
Hacia septiembre de 1833 los de Míchigan, dirigidos por el capellán católico Leopold Pokagon, firmaron el Tratado de Chicago, por el cual consiguieron las reservas de Pokagon y Nadowesipe y librarse de ser trasladados a Kansas. Así mismo, el jefe de las llamadas United Band, Padegosehk (montón de plomo), iría a Iowa en 1842 para unirse a los fox y sauk. Por otro lado, entre 1840 y 1850 unos 2.000 fueron hacia Canadá.
En aplicación de la Removal Indian Act, en 1846 muchos fueron trasladados por los soldados hacia Kansas, donde contactaron con sus hermanos de las llanuras y se adaptaron al uso del tipi y a la caza del bisonte. Esto provocó la protesta de los pawnee, que les declararon la guerra, pero los potawatomi vencieron.
Hacia 1861, muchos vendieron las tierras y el resto se repartió en parcelas individuales, de manera que en 1868 acabaron siendo trasladados a Oklahoma. Los de las llanuras conservaron muchas de las costumbres típicas, y los de la ciudad adoptaron la cultura norteamericana.
Por otra parte, a los de Oklahoma les aplicaron la General Allotment Act en 1887 y les obligaron a parcelar las tierras de manera individual. Su jefe, Wakwaboshkok o Roly Water, fue encarcelado por hacer una protesta pacífica contra la ley, y cuando se constituyó el estado de Oklahoma en 1907, fueron obligados a aceptar la ciudadanía norteamericana y a perder el estatuto de tribu y el gobierno tribal.
Sobre 1930 la mayor parte de la tribu se hizo seguidora de la Iglesia nativa americana. En 1934 aceptaron la reorganización tribal propuesta por la Indian Reorganization Act. Pero al grupo de Kansas le aplicaron la Termination en 1957 por su bajo estatus económico. Y desde 1960 sufrieron una fuerte aculturación que les hizo perder el idioma propio y muchas pautas culturales.
Esto les ayudaría a concienciarse. Muchos se apuntaron al AIM desde 1968, de manera que dieron apoyo a la marcha sobre Washington de 1972, y en 1986 protestaron por la mala calidad de las escuelas en sus reservas.

## Lista de potawatomis
- Simon Pokagon
- Charles Joseph Chaput, arzobispo católico de Filadelfia.
- Robin Wall Kimmerer, profesora de biología ambiental y forestal